# 古川あんず
古川 あんず（ふるかわ あんず、本名：古川 杏子、1952年2月 - 2001年10月23日）舞踏家、振付家。
東京都生まれ。東京都立立川高等学校在学中に学園闘争に参加し退学処分となる。定時制高校を経て、桐朋学園大学作曲科卒。
大学在籍中の1973年に、明治大学、早稲田大学、東京大学、東京工業大学、東京造形大学、国際基督教大学といった様々な大学の学生達と共に「少女過激団」を旗揚げ、麿赤児の大駱駝艦に参加し、1974年5月16・17日 東京ゲーテ・インスティトゥート主催、第13回現代音楽実験コンサートで『大観念オペラ・猿女譚』公演。
大駱駝艦で出会った田村哲郎と「ダンス・ラブマシーン」を結成して独立。その後「DANCE BUTTER TOKIO」を主宰、振付家の伊藤キムらを育てた。　
80年代末からヨーロッパに移住、ドイツのブラウンシュバイク市を活動拠点とする。ドイツに留学中であったインドネシアのパフォーマンス・アーティスト、ムラティ・スルヨダルモに影響を与える。　
2001年ベルリンで舌癌で死去。

## 振付、演出
レンタボディ- バルハウス最後の夜、（ベルリン　バルハウス劇場　1989年）
陽だまり ーSunday in Lifeー　（ベルリン　ベタニアン文化センター　1989年）

## 映画、映像
『さらば箱舟』（寺山修司 監督、1984年公開のATG映画）　沖縄で撮影された舞踏を観ることができる。
『プチト・アナコ　～ロダンが愛した旅芸人花子～』　晩年の花子を演じた。麿赤兒が高村光太郎を演じた。